# Squishee
Squishee (Fresisuis en España) es un batido ficticio de la serie animada Los Simpson, que es vendido por el supermercado Kwik-E-Mart (Badulaque en España). El batido es una referencia a 7-Eleven's Slurpee, y está disponible en varias versiones (de más a menos concentración de producto por partes de hielo). El jarabe en su estado puro puede perjudicar la salud, ya que Bart, al probar junto a Milhouse el Squishee se vuelven locos y pierden la memoria al día siguiente. En la serie el batido tiene un color verde. El supermercado 7-Eleven lo puso en venta en julio de 2007 como parte de la promoción de la película de Los Simpson. Otro batido similar aparecido en la serie a esta es Smooshie. El batido tiene como sabores blue, red, lime green, Chutney, Wheatgrass, Champagne, y the Twenty-One Syrup Salute. También se han realizado juguetes para hacer el batido.
- Datos: Q5486046